# مارتین اسمیت (بازیکن فوتبال، زاده ۱۹۹۵)
مارتین اسمیت (انگلیسی: Martin Smith؛ زادهٔ ۲ اکتبر ۱۹۹۵) بازیکن فوتبال است.